# Vlasie Mogârzan
Vlasie Mogârzan (n. 18 octombrie 1941, comuna Slatina, județul Baia, în prezent județul Suceava, d. 2 septembrie 2023) a fost un cleric care a ocupat funcția de mitropolit al Bisericii Ortodoxe de Stil Vechi din România între 1992 și 2022.

## Biografie
Vlasie Mogârzan s-a născut la data de 18 octombrie 1941, în comuna Slatina (județul Baia, în prezent județul Suceava), primind la botez numele de Vasile. El provine dintr-o familie foarte prolifică de stil vechi din Moldova, șapte dintre copii fiind acum monahi de stil vechi (ieromonahi, ierodiaconi sau maici). În perioada războiului, familia sa a fost obligată să plece în refugiu. În anul 1949, după căderea monarhiei, a intrat la școala primară, absolvind opt clase în 1957.
În anul 1957, fiind în vârstă de numai 16 ani, a intrat ca frate la Mănăstirea Slătioara, în vremea stăreției ieroschimonahului David Bidașcu. El urmase cursurile școlii de muzică psaltică de la mănăstire, părinții săi dorind să-l facă cântăreț bisericesc. După cum a afirmat ulterior, a ales calea monahală pentru că dacă ar fi devenit cântăreț ar fi cântat doar sâmbăta și duminica, pe când ca monah avea posibilitatea să cânte muzică religioasă în fiecare zi .
A fost obligat de multe ori să fugă în pădure pentru a nu fi scos din mânăstire. În perioada 1965-1967 și-a efectuat serviciul militar obligatoriu în Armata Română. După efectuarea stagiului militar, a revenit pentru a-și duce mai departe viața de călugăr în obștea aceleiași mănăstiri. Și-a efectuat studiile teologice și pregătirea monahală la Mănăstirea Slătioara.
După ce a fost timp de 11 ani frate în obștea Mănăstirii Slătioara, la 18 noiembrie 1968, de ziua Cuviosului Alipie Stâlpnicul, a fost tuns în monahism cu numele de Vlasie (nume luat în onoarea Sf. Sfințit Mucenic Vlasie, Episcopul Sevastiei) de către IPS Mitropolit Glicherie Tănase al Bisericii Ortodoxe de Stil Vechi din România. O săptămână mai târziu, de ziua Sf. Prooroc Avacum (26 noiembrie 1968), este hirotonit ierodiacon de către PS Episcop Silvestru Onofrei. De atunci, și-a împărțit timpul între ascultările mănăstirești și slujbele bisericești. Este desemnat ca profesor de muzică psaltică pentru monahii de la Mănăstirea Slătioara.
La 31 iulie 1981, de ziua Sfântului Evdochim, chiar în ziua lăsatului de sec pentru postul Nașterii Maicii Domnului, este hirotonit ieromonah de către P.S. Silvestru Onofrei. A urmat la data de 25 aprilie 1984 alegerea sa ca stareț al Mănăstirii Slătioara, fiind ridicat la rangul de arhimandrit. Ca urmare a faptului că Biserica Ortodoxă de Stil vechi din România nu era recunoscută oficial drept cult de către regimul comunist, autoritățile comuniste au făcut presiuni pentru a fi expulzați din Mănăstirea Slătioara toții frații și călugării aflați sub 50 de ani. Strarețul Vlasie le-a răspuns autorităților astfel: „Nu i-am chemat eu la mănăstire, nu-i pot scoate eu. Cine i-a chemat la călugărie, Acela să-i scoată" . Fiind amenințat de col. Murgoci, șeful biroului de evidența populației, l-a înfruntat cu mare curaj, întinzând mâinile pentru a fi "legat”, după expresia ofițerului zelos.
La data de 29 iulie/11 august 1985, PS Silvestru a fost ales ca mitropolit și în aceeași zi arhimandritul Vlasie Mogârzan este hirotonit episcop-vicar al Bisericii Ortodoxe de Stil vechi din România, de către Î.P.S. Mitropolit Silvestru Onofrei și P.S. Episcop Demosten Nemțeanul .

## Mitropolit al Bisericii Ortodoxe de Stil Vechi din România
Imediat după trecerea la cele veșnice a Mitropolitului Silvestru Onofrei, P.S. Episcop Vlasie Mogârzan este ales noul Arhiepiscop și Mitropolit al Bisericii Ortodoxe de Stil Vechi din România, instalarea sa, având loc în următoarea duminică de după Paște (Duminica Tomei) din anul 1992. Reședința sa a rămas la Mănăstirea Slătioara.
Ca urmare a libertății religioase instaurată după Revoluția din decembrie 1989, ÎPS Vlasie este admis la cursurile Centrului de Studii Ortodoxe Tradiționaliste din Etna (California). Astfel, la data de 1 ianuarie 1995, Î.P.S. Arhiepiscop și Mitropolit Vlasie a obținut licența în studii teologice ortodoxe din partea „The Center for Traditionalist Orthodox Studies", seminar teologic care funcționează în cadrul St. Gregory Palamas Monastery din orașul Etna (California).
Ca urmare a negocierilor purtate, Biserica Ortodoxă de Stil Vechi din România a fost primită în comuniune euharistică de către sinodul Bisericii Ortodoxe Ruse din Afara Frontierelor (ROCOR) la data de 25 noiembrie/8 decembrie 1992. Această comuniune a încetat după ce, la 21 februarie 2006, Sfântul Sinod în Rezistență condus de mitropolitul Ciprian de Oropos și Fili a declarat că și-a suspendat comuniunea cu ROCOR și că a "șters din pomelnic" numele Mitropolitului Lavru al ROCOR, ca urmare a negocierilor purtate de ROCOR cu Patriarhia Moscovei pentru realizarea unificării dintre cele două biserici . Legăturile cu Sinodul Mitropolitului Vlasie și cu Episcopul Fotie de Triaditza au fost, la rândul lor, suspendate ulterior. 
A apărut des la televiziune, pentru emisiuni și interviuri, făcând cunoscută și apărând în fața țării întregi cauza Bisericii Ortodoxe de Stil Vechi din România. Profitând de situația de libertate religioasă, IPS Vlasie a îmbogățit zestrea lăsată moștenire de mitropoliții care au păstorit Biserica înaintea sa. Astfel, la Mănăstirea Slătioara s-a început construirea unei impunătoare catedrale, cu hramul "Duminica Pogorârii Sf. Duh”, care în prezent are turnurile terminate și se lucrează la acoperiș. Au fost construite biserici ortodoxe de stil vechi în numeroase localități din România (în special în Moldova).
În prezent, cu toate eforturile făcute de liderii săi, Biserica Ortodoxă de Stil Vechi, cu peste 500.000 de credincioși, nu este recunoscută drept cult, ci doar ca o asociație religioasă, situație similară cu a celorlalte Biserici de stil vechi din Grecia și Bulgaria. La începutul lunii martie 2003, Organizația Credincioșilor Bisericii Ortodoxe de Stil Vechi din România și-a schimbat denumirea în Biserica Ortodoxă Română de Răsărit.
La data de 15/28 iunie 1999, Mitropolitul Glicherie Tănase a fost canonizat sub numele de Sf. Ierarh Glicherie Mărturisitorul.